# Charles-Gaspard Delestre-Poirson
Pour les articles homonymes, voir Delestre et Poirson.
Scènes principales
Gymnase-Dramatique
Charles-Gaspard Poirson, dit Delestre-Poirson,  est un auteur dramatique et directeur de théâtre français, né le 22 août 1790 à Paris et mort le 19 novembre 1859. 

## Biographie
Fils du géographe Jean-Baptiste Poirson, il joignit à son nom celui de sa mère, Delestre. Vaudevilliste et librettiste, il est l'auteur d'un grand nombre de comédies, écrites seul ou en collaboration avec Eugène Scribe, Mélesville, Nicolas Brazier et beaucoup d'autres. On lui doit également, à nouveau avec Eugène Scribe, le livret de l'opéra de Rossini, Le Comte Ory, ainsi qu'un roman, Un ladre, récit d’un vieux professeur émérite.
Delestre-Poirson fut également directeur du Gymnase-Dramatique de 1820 à 1844. On lui doit d’avoir « découvert » tout le parti que Rachel pouvait tirer de sa voix grave et pénétrante, la noblesse de son jeu et ses emportements héroïques en faveur d’un renaissance de la tragédie classique alors en déclin et qu’il lui suggéra de renouveler.
Ses résistances aux décisions prises par la Société des auteurs dramatiques provoquèrent en revanche de la part de celle-ci une sorte de mise en interdit contre son théâtre qui dura deux ans. Ce conflit, où il n’eut guère que Narcisse Fournier de son côté, eut pour résultat définitif sa mise à la retraite.
Il est inhumé au Père-Lachaise, 22e division (3e ligne, S, 20).

## Œuvres
Théâtre
- La Jolie Fiancée, ou les Bonnes Fortunes de province, comédie en 1 acte, mêlée de vaudevilles, avec Henri Dupin, Paris, théâtre du Vaudeville, 2 juillet 1812 Texte en ligne
- Le Dénouement en l'air, ou Expérience de vol, folie en 1 acte, avec Richard Fabert, Paris, théâtre de la Gaîté, 9 juillet 1812
- Le Fat en province, ou le Plan de comédie, comédie en 3 actes, avec Alfred Meilheurat, Paris, théâtre de l'Odéon, 8 septembre 1812 Texte en ligne
- Inès et Pédrille, ou la Cousine supposée, comédie en trois actes, avec Victorin, Paris, théâtre de l'Odéon, 22 avril 1813
- Les Deux Ermites, ou la Confidence, comédie-vaudeville en 1 acte, imitée de l'allemand de August von Kotzebue, avec Constant Ménissier, Paris, théâtre du Vaudeville, 10 mai 1813 Texte en ligne
- Les Anglais supposés, ou Lequel est mon gendre ? comédie en 1 acte, Paris, théâtre de la Porte-Saint-Martin, 24 avril 1815
- Brelan de valets, ou les Fourbes entre eux, folie-vaudeville en 1 acte, Paris, théâtre du Vaudeville, 12 juin 1815
- La Fête de famille, ou Spectacle demandé, divertissement impromptu en 1 acte, mêlé de couplets, à l'occasion du retour du Roi, avec Henri Dupin, Paris, théâtre de la Porte-Saint-Martin, 16 juillet 1815
- Une nuit de la Garde nationale, tableau-vaudeville en 1 acte, avec Eugène Scribe, Paris, théâtre du Vaudeville, 4 novembre 1815
- La Créole, comédie-vaudeville en 1 acte, avec Constant Ménissier, Paris, théâtre de la Porte-Saint-Martin, 18 novembre 1815
- Encore une nuit de la garde nationale, ou le Poste de barrière, tableau-vaudeville en 1 acte, avec Eugène Scribe, Paris, théâtre de la Porte-Saint-Martin, 15 décembre 1815
- Flore et Zéphyre, à-propos vaudeville en 1 acte, avec Eugène Scribe, Paris, théâtre du Vaudeville, 8 février 1816
- Les Montagnes russes, ou le Temple de la mode, vaudeville en 1 acte, avec Henri Dupin et Eugène Scribe, Paris, théâtre du Vaudeville, 31 octobre 1816
- Le Comte Ory, anecdote du XIe siècle, vaudeville en 1 acte, avec Eugène Scribe, Paris, théâtre du Vaudeville, 16 décembre 1816
- La Princesse de Tarare, ou les Contes de ma mère l'oie, folie-vaudeville en 1 acte, avec Henri Dupin et Eugène Scribe, Paris, théâtre des Variétés, 31 décembre 1816
- Le Solliciteur, ou l'Art d'obtenir des places, comédie en 1 acte, mêlée de vaudevilles, avec Eugène Scribe, Henri Dupin, Antoine-François Varner et Théodore Ymbert, Paris, théâtre des Variétés, 7 avril 1817
- Encore un Pourceaugnac, folie-vaudeville en 1 acte, avec Eugène Scribe, Paris, théâtre du Vaudeville, 18 février 1817 Texte en ligne
- La Barrière Mont-Parnasse, à-propos vaudeville en 1 acte, avec Eugène Scribe, Henri Dupin et Marc-Antoine Désaugiers, Paris, théâtre du Vaudeville, 8 mai 1817
- Tous les vaudevilles, ou Chacun chez soi, à-propos en 1 acte, avec Marc-Antoine Désaugiers et Eugène Scribe, Paris, théâtre du Vaudeville, 16 août 1817
- Le Petit Dragon, comédie en 2 actes, mêlée de vaudevilles, avec Eugène Scribe et Mélesville, Paris, théâtre du Vaudeville, 18 septembre 1817
- L'Homme vert, comédie en 1 acte, mêlée de couplets, avec Mélesville, Paris, théâtre du Vaudeville, 20 décembre 1817
- La Fête du mari, ou Dissimulons, comédie en 1 acte, mêlée de vaudevilles, avec Eugène Scribe et Mélesville, Paris, théâtre de la Gaité, 24 décembre 1817 Texte en ligne
- L'An 1840, ou Qui vivra verra, comédie épisodique, avec Nicolas Brazier et Mélesville, Paris, théâtre des Variétés, 29 décembre 1817
- Les Dehors trompeurs, ou Boissy chez lui, comédie-vaudeville en 1 acte, avec Eugène Scribe et Mélesville, Paris, théâtre des Variétés, 6 avril 1818
- Une Visite à Bedlam, comédie en 1 acte, mêlée de vaudevilles, avec Eugène Scribe, Paris, théâtre du Vaudeville, 24 avril 1818 Texte en ligne
- La Volière de frère Philippe, comédie-vaudeville en 1 acte, avec Eugène Scribe et Mélesville, Paris, théâtre du Vaudeville, 15 juin 1818
- Le Songe, ou la Chapelle de Glenthorn, mélodrame en 3 actes et à grand spectacle, avec Mélesville et Eugène Scribe, Paris, théâtre de l'Ambigu-Comique, 22 juillet 1818
- L'École de village, ou l'Enseignement mutuel, comédie en 1 acte, mêlée de vaudevilles, avec Nicolas Brazier et Théophile Marion Dumersan, Paris, théâtre des Variétés, 5 septembre 1818
- Les Vendanges de Champagne, ou la Garnison dans les vignes, divertissement en 1 acte, mêlé de couplets, avec Nicolas Brazier, Théophile Marion Dumersan et Eugène Scribe, Paris, théâtre des Variétés, 5 octobre 1818
- Le Capitaine Jacques, comédie en 1 acte, avec Alphonse-Théodore Cerfbeer, Paris, théâtre de la Porte-Saint-Martin, 6 janvier 1819
- Le Petit Pinson, ou Une nuit à Beaune, folie-vaudeville en 1 acte, avec Mélesville, Paris, théâtre des Variétés, 20 février 1819
- Le Mystificateur, comédie-vaudeville en 1 acte, avec Eugène Scribe et Alphonse-Théodore Cerfbeer, Paris, théâtre du Vaudeville, 22 février 1819
- Un bal bourgeois, tableau-vaudeville en 1 acte, avec Michel-Nicolas Balisson de Rougemont et Mélesville, Paris, théâtre du Vaudeville, 1er avril 1819
- Le Spleen, comédie en 1 acte, mêlée de vaudevilles, avec Eugène Scribe, Paris, théâtre du Vaudeville, 20 mars 1820
- Le Parrain, comédie en 1 acte, avec Eugène Scribe et Mélesville, Paris, théâtre du Gymnase, 23 avril 1821 Texte en ligne
- Le Bramine, opéra en 1 acte, Paris, théâtre du Gymnase-Dramatique, 17 juin 1822
- Les Modistes, tableau-vaudeville en 1 acte, avec Ferdinand de Villeneuve et Charles Dupeuty, Paris, théâtre du Vaudeville, 7 février 1824
- Le Sourd, ou l'Auberge pleine, comédie-folie de Desforges, réduite en un acte pour l'état actuel du théâtre, avec Desgroiseillez et Hugues-Marie-Humbert Bocon de La Merlière, Paris, théâtre de Madame, 6 juillet 1824
- La Brouette du vinaigrier, comédie de Mercier, réduite en 1 acte et arrangée pour l'état actuel du théâtre, avec Desgroiseillez, Paris, théâtre de Madame, 25 juin 1826
- Le Prince charmant, ou les Contes de fées, folie-vaudeville, avec Eugène Scribe et Henri Dupin, Paris, théâtre de Madame, 15 février 1828
- Le Comte Ory, opéra en 2 actes, avec Eugène Scribe, musique de Gioachino Rossini, Paris, Opéra Le Peletier, 20 août 1828 Texte en ligne
- Le Choix d'une femme, comédie vaudeville en 1 acte, avec Desvergers et Varin, Paris, théâtre du Vaudeville, 24 juillet 1829
- La Vengeance italienne, ou le Français à Florence, comédie-vaudeville en 2 actes, avec Charles Desnoyer et Eugène Scribe, Paris, théâtre du Gymnase-Dramatique, 23 janvier 1832
- Le Jeune Homme à marier, ou le Choix d'une femme, comédie-vaudeville en 1 acte, avec Desvergers et Varin, Paris, théâtre du Gymnase-Dramatique, 14 mars 1832
- Le Commis-voyageur, ou Un tour de carnaval, folie-vaudeville en 1 acte, avec Mélesville, Paris, théâtre du Gymnase-Dramatique, 24 janvier 1836
- L'Embarras du choix, ou Quatre filles à marier, comédie-vaudeville, avec Laurencin, Paris, théâtre du Gymnase-Dramatique, 20 décembre 1840
- La Chanson de l'Aveugle, ou la Jeunesse de Désaugiers, folie-vaudeville en un acte, avec Étienne-Junien de Champeaux, Paris, théâtre du Gymnase-Dramatique, 26 février 1843
- La Ferme de Primerose, comédie vaudeville, avec Eugène Cormon et Félix Dutertre de Véteuil, Paris, théâtre du Vaudeville, 27 juin 1851

Varia
- Ode sur le mariage de S. M. l'Empereur, 1810
- De Paris à Varsovie par Francfort sur le Mein, Leipsik, Berlin et Thorn ; de Varsovie à Trieste par Breslaw, Vienne, Gratz et Laybach ; de Trieste à Paris par Venise, Milan, Genève et Lyon, journal, 1827
- Un ladre, récit d'un vieux professeur émérite, 1859

## Source biographique
- Gustave Vapereau,  L’Année littéraire et dramatique, Paris, Hachette, 1860, p. 458